# Vaso risonante

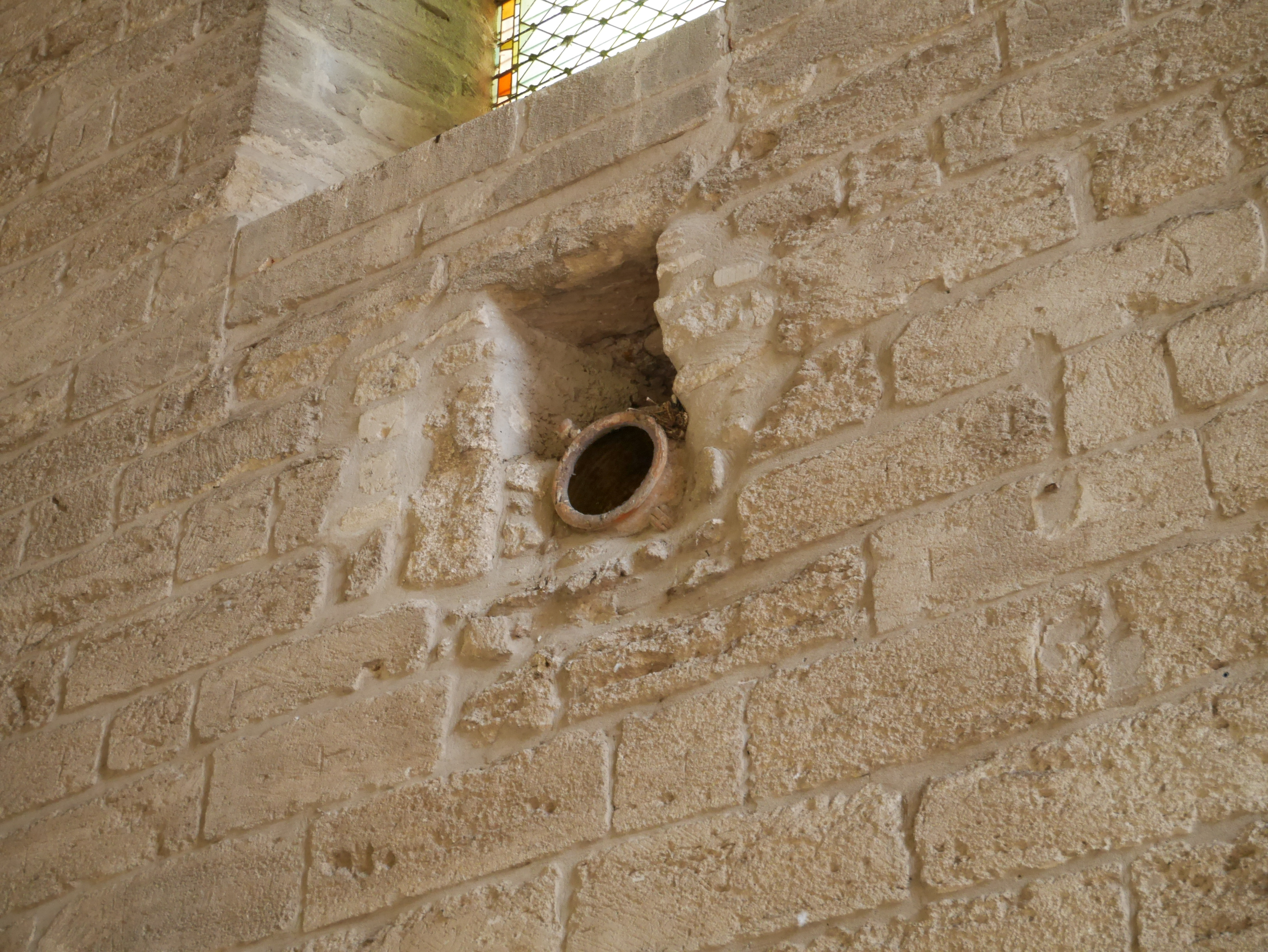
Anfora di risonanza incastonata nel muro della Certosa di Notre-Dame-du-val-de-Bénédiction, a Villeneuve-lès-Avignon

Il vaso risonante, vaso acustico o vaso sonoro è un tipo di vaso incastonato nelle pareti e sotto il pavimento di alcuni edifici antichi e medievali. Sebbene la loro finalità non sia del tutto certa, si ritiene che avessero lo scopo di migliorare l'acustica degli edifici riducendo i tempi di riverbero.

## Storia

### Antichità

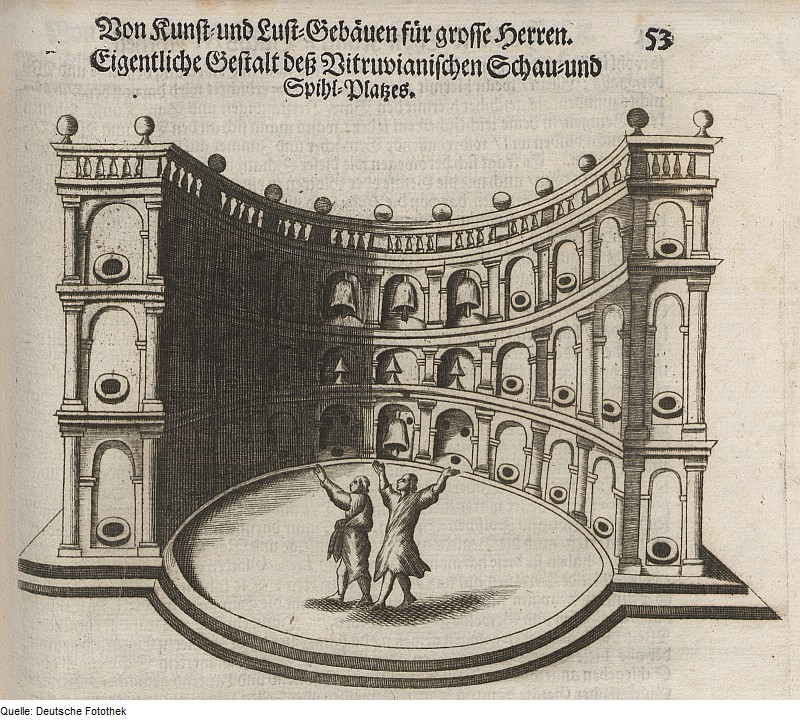
Disegno di un teatro vitruviano, con sistemazione degli echei

L'esistenza di vasi incastonati nelle pareti viene documentata in varie fonti greche e romane e tali oggetti, conosciuti come echei o salvavoce, si ispiravano alle teorie acustiche di Vitruvio ed erano grandi recipienti di rame o bronzo che venivano inseriti in apposite nicchie nei teatri per amplificare e migliorare acusticamente la voce degli attori, il canto e la musica strumentale aumentandone la risonanza. Tuttavia, non sono ancora stati rinvenuti esemplari di vasi risonanti di epoca greco-romana.

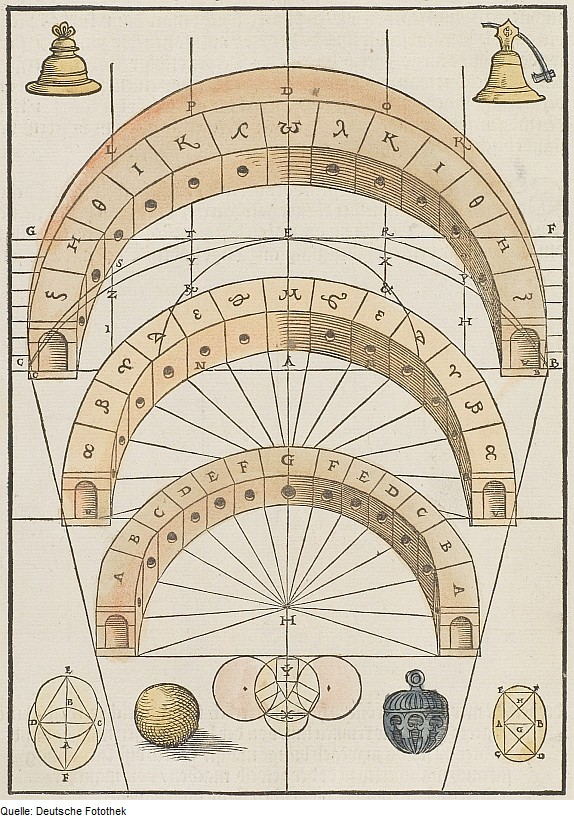
Schema geometrico

A seconda delle dimensioni del teatro, gli echei potevano essere ospitati in una oppure fino a tre file di posti a sedere. I vasi, probabilmente a forma di campana, avevano feritoie sonore aperte verso la platea del pubblico (koilon). Vitruvio riferisce che tali vasi di metallo erano costosi, cosicché furono sostituiti da vasi di argilla nelle città più piccole e meno ricche. A suo parere, i vasi risonanti erano utili solo nei teatri realizzati in pietra, poiché nelle strutture in legno non erano necessari a causa delle naturali proprietà di risonanza del materiale. Ai tempi di Vitruvio, i teatri romani raramente avevano gli echei, ovvero solo in alcune città italiane e soprattutto in Grecia vi erano testimonianze di vasi di risonanza. Di particolare interesse fu il ritrovamento di 13 vasi di bronzo tra le rovine del teatro di Aizanoi in Asia Minore (attuale Turchia), fondato come teatro greco nel I secolo a.C. e trasformato in teatro romano nel II secolo d.C. Il riverbero, che gli echei presumibilmente producevano, può essere stato vantaggioso per la musica, ma anche per l'intelligibilità della parola parlata. Il valore del materiale dei vasi è testimoniato dal fatto che Lucio Mummio, dopo la distruzione di Corinto nel 146 a.C., fece portare a Roma l'echeia del teatro locale come bottino di guerra da donare al Tempio della Luna sull'Aventino.
Nel suo trattato, Vitruvio spiega a quali toni i vasi dovevano corrispondere, adottando la scala tonale del teorico musicale greco Aristosseno, che divise due ottave in otto toni fissi e dieci toni variabili. I toni variabili erano stati selezionati poi per tre diverse modalità. La modalità vitruviana per piccoli teatri rendeva necessaria l'amplificazione di sette toni. A tal fine, tredici vasi risonanti dovevano essere collocati a intervalli uguali, due vasi per sei toni ciascuno e un vaso al centro per il settimo tono. Nei teatri di grandi dimensioni, anche i toni delle altre due ottave avrebbero dovuto essere amplificati da altre due file con un numero corrispondente di vasi risonanti.

### Medioevo

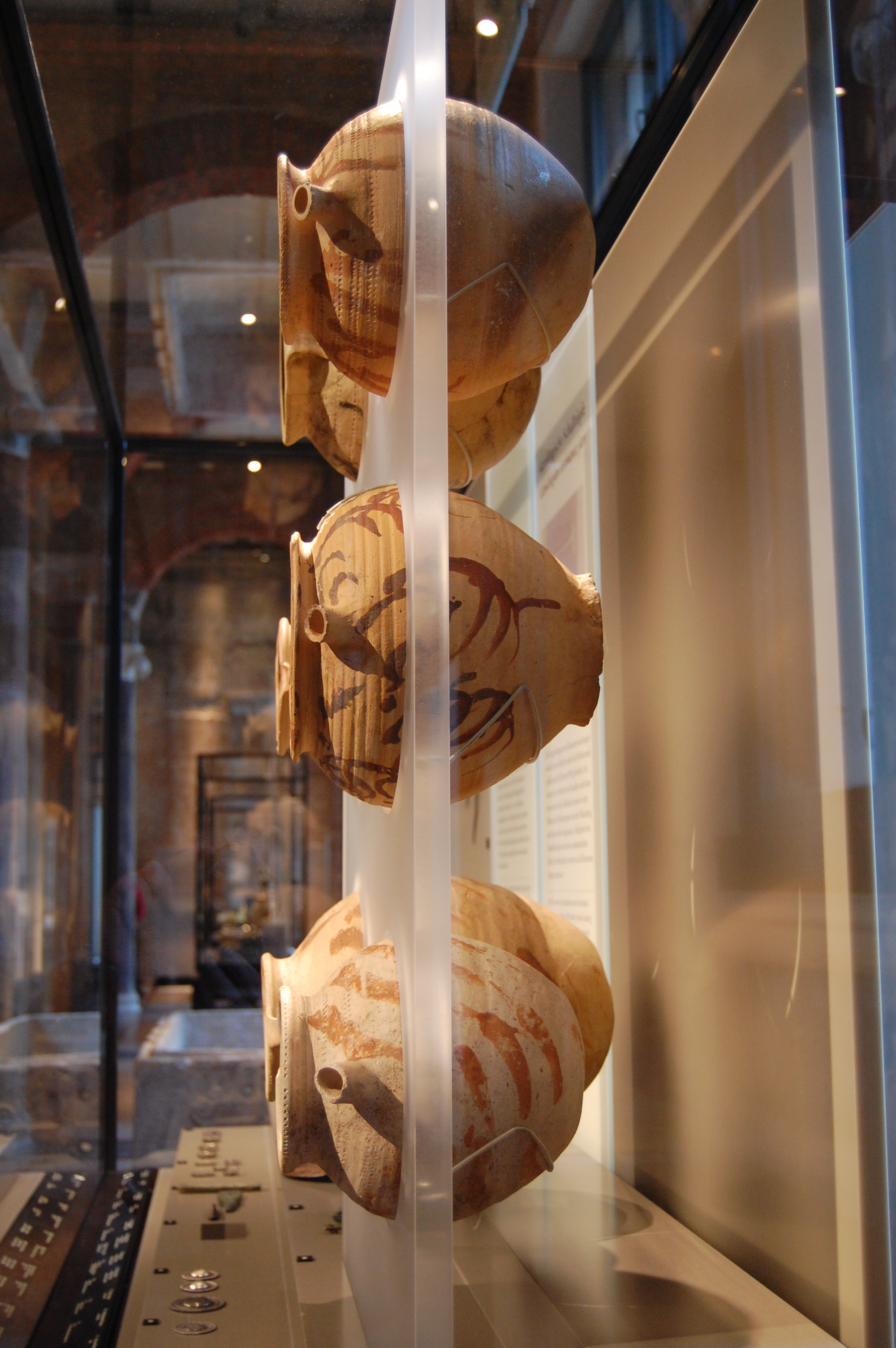
Ricostruzione di una serie di vasi acustici carolingi presso il Neues Museum di Berlino

L'adozione di vasi risonanti venne ripresa nel Medioevo come conferma la presenza di varie nicchie occupate da vasi presenti in circa 200 chiese, metà delle quali nella sola Francia. I vasi acustici medievali variano tutti nella forma e nel posizionamento e, a differenza di quelli descritti da Vitruvio, sono in ceramica e si trovano racchiusi nella struttura dell'edificio. La funzione dei vasi fu scoperta grazie a una citazione presente nella Cronaca del monastero dei Celestini di Metz del 1432, l'unico documento medievale che descrive le finalità dei vasi incastonati nelle pareti. Il cronista riportò che:
Si ipotizza che l'uso dei vasi fosse comune in Bretagna e nei dintorni di Clisson, nella Loira Atlantica. Nell'area di Clisson, di solito venivano posizionati in file orizzontali ad un'altezza di circa tre metri sopra il livello del pavimento. Nel 1859, un corrispondente della rivista accademica Archaeologia Cambrensis, riferì che a Le Pallet, vicino a Clisson, c'era una cappella moderna, con vasi di terracotta inseriti nelle pareti del coro, espressamente per scopi acustici. In Inghilterra, una serie di undici vasi è presente ancora oggi in cima alle pareti del presbiterio della chiesa di St. Andrew a Lyddington (Rutland).
Nella parrocchia civile di St Peter Mancroft, a Norwich, furono scoperte due trincee a forma di "L" che ospitavano un certo numero di recipienti acustici sotto il pavimento di legno sopra il quale si trovavano in origine gli scanni del coro. Avevano muri di pietrisco, fondi di cemento, e le superfici erano state coperte. I vasi di terracotta in esse contenuti furono inseriti nelle pareti a intervalli di circa tre metri, con le bocche rivolte verso la trincea. I contenitori avevano una lunghezza di 24 cm e una larghezza che poteva arrivare fino a 20 cm, restringendosi all'altezza della bocca a 15 cm. Una scoperta simile fu fatta a St Peter Parmentergate, sempre a Norwich. Nello Yorkshire, furono scoperte delle terraglie mortuarie nella base dello schermo del coro, con i colli dei recipienti che sporgevano attraverso la pietra presso l'Abbazia di Fountains.
Esempi di "pentola sonora" (klankpot), realizzati dal XII al XIV secolo, si rinvengono anche nelle chiese dei Paesi Bassi, di solito nel coro vicino all'altare, spesso con un coperchio forato di ceramica decorata. Celebri esempi si hanno nella Bovenkerk a Kampen e nella Martinikerk a Groningen, dove sono incastonati nelle decorazioni della volta.

## Efficacia
L'efficacia dei vasi incastonati nelle pareti è stata tuttavia messa in dubbio in varie circostanze. Secondo alcuni esperimenti moderni, i vasi incastonati nelle pareti avrebbero, al contrario delle aspettative, peggiorato la qualità dei suoni assorbendo la risonanza di alcune frequenze sonore piuttosto che amplificare i suoni. Nel suo documento, il cronista di Metz deride il priore per aver creduto che avrebbero potuto migliorare il suono del coro, mentre l'archeologo Ralph Merrifield suggerì che il loro uso sarebbe dovuto molto di più a una tradizione di depositi votivi piuttosto che a una vera e propria credenza alle teorie di Vitruvio. Nel 2011, durante una conferenza tenutasi a Patrasso, in Grecia, P. Karampatzakis e V. Zafranas dimostrarono che la teoria di Vitruvio era in effetti corretta e che la ricostruzione di un antico vaso acustico fosse possibile.

## Galleria d'immagini

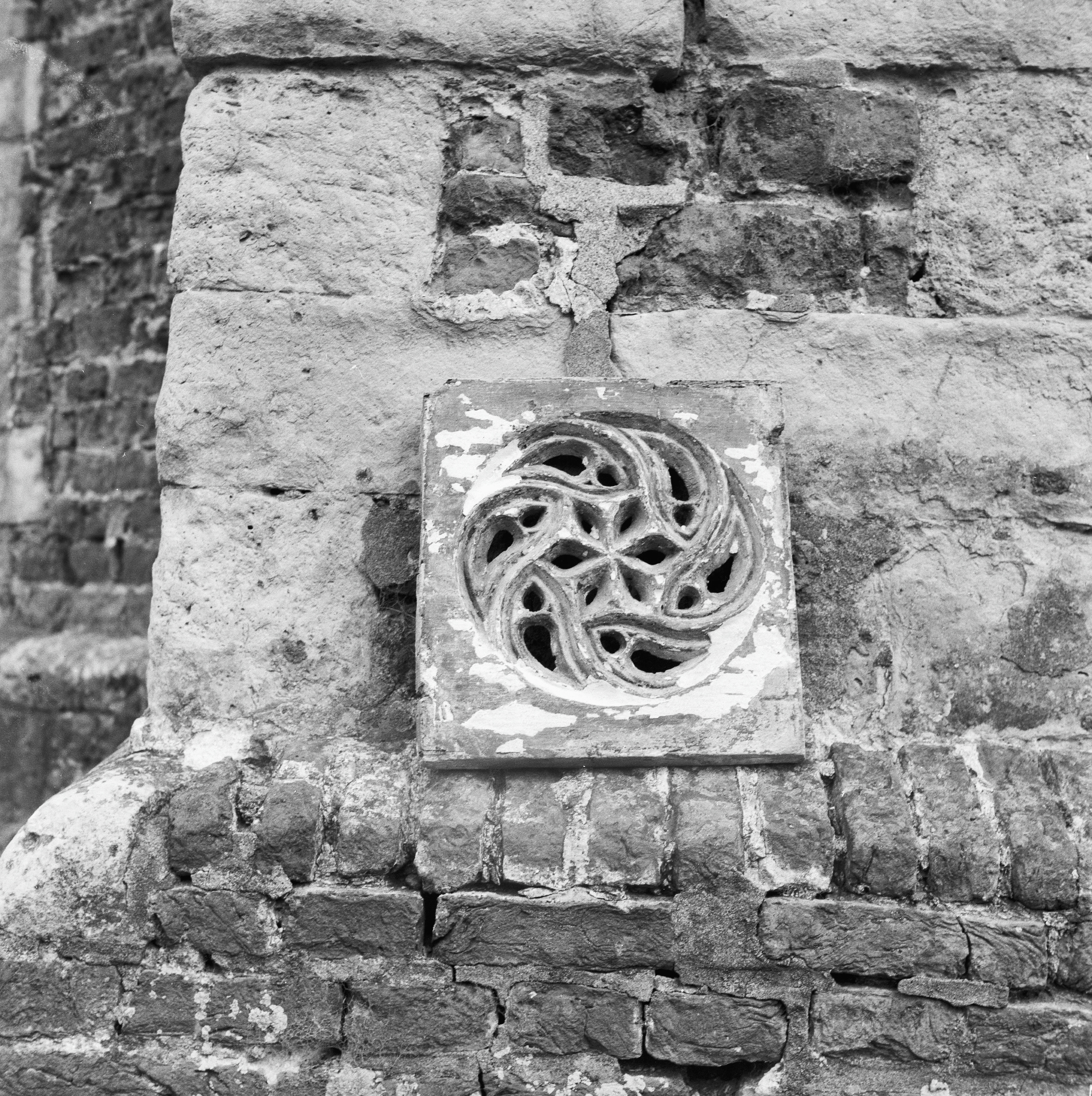
Decorazione sotto cui è stata trovata una klankpot (Dreischor)
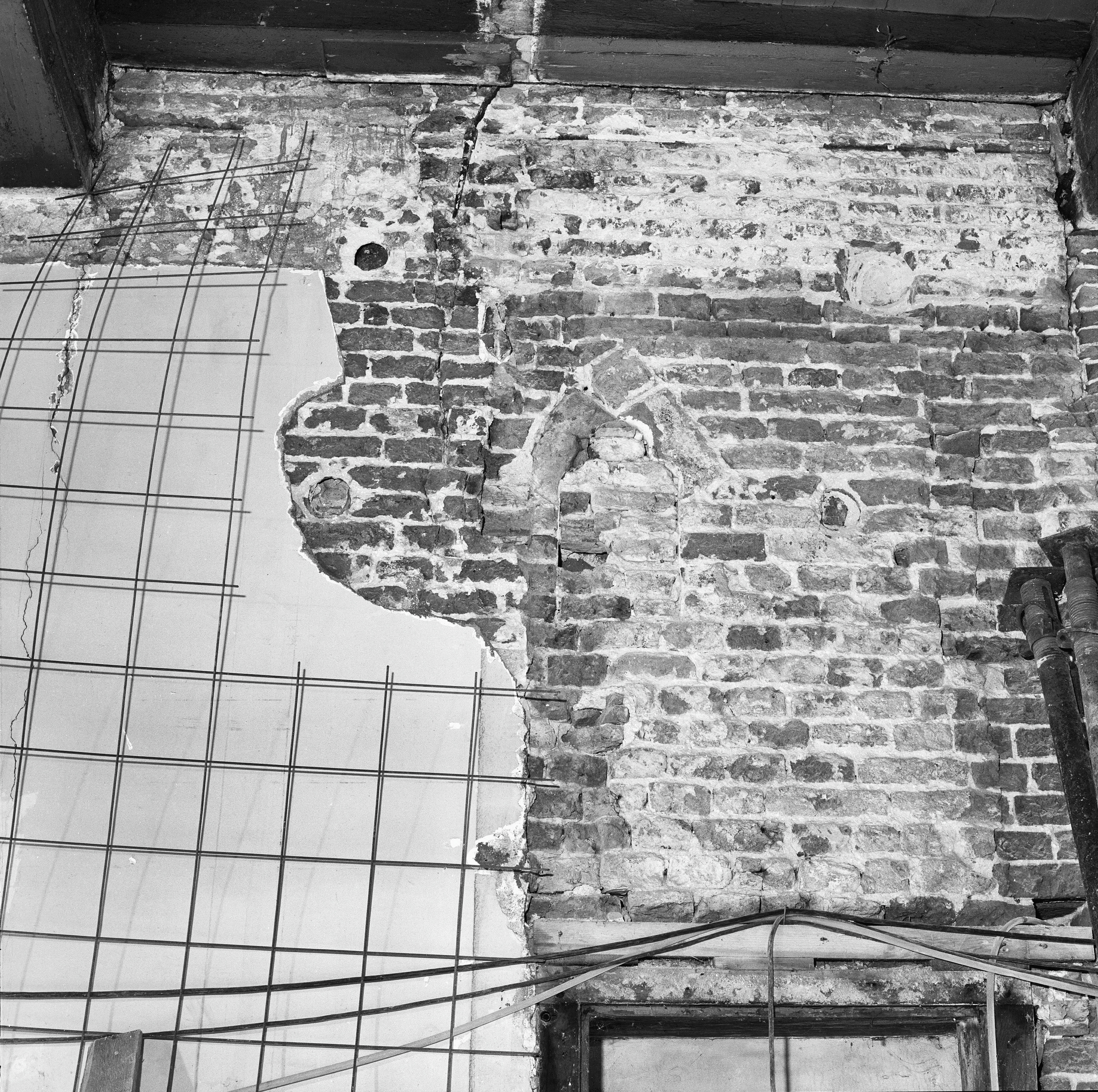
Parete interna con vasi acustici (Zierikzee)
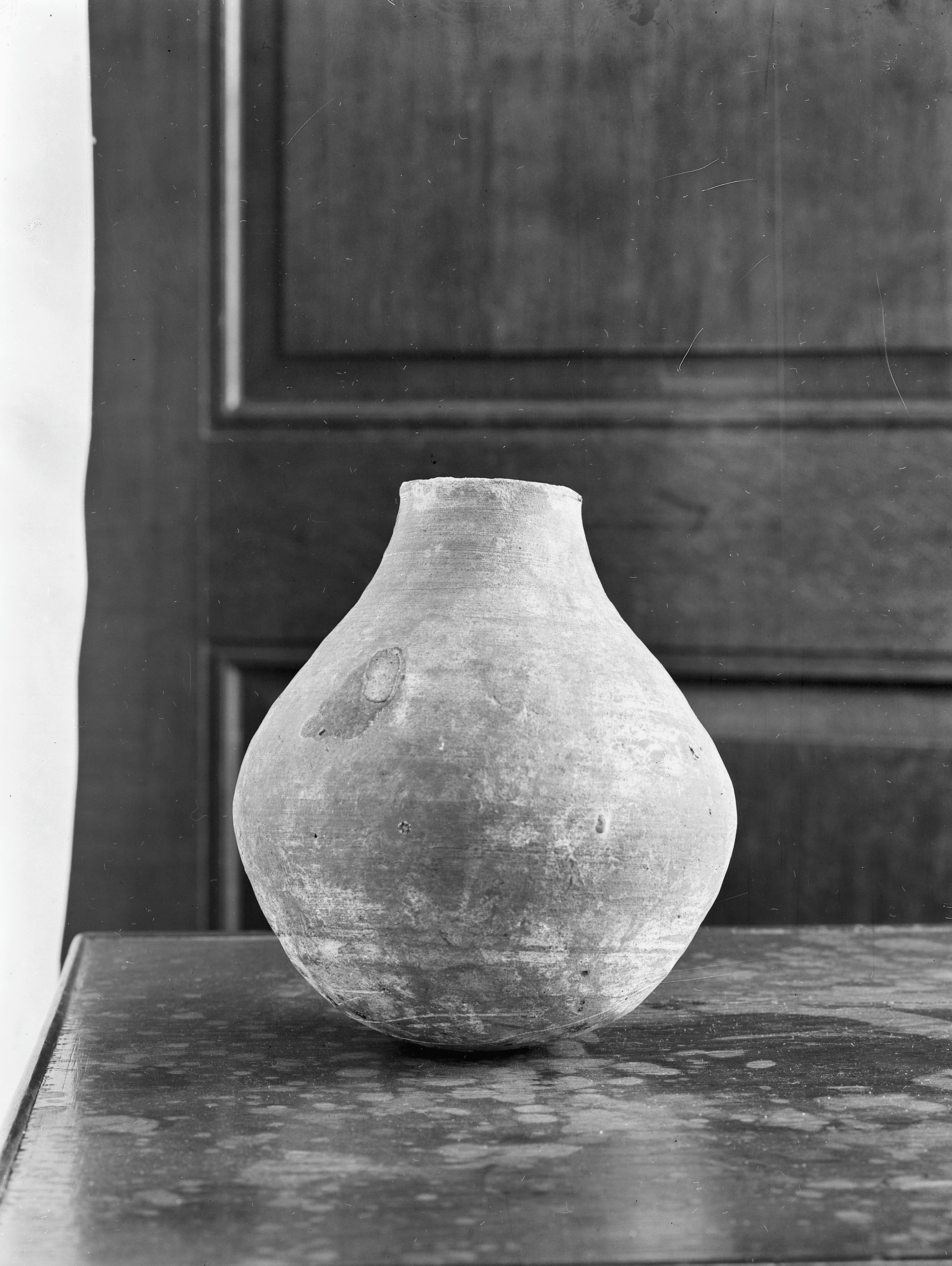
Klankpot (Bruinisse)
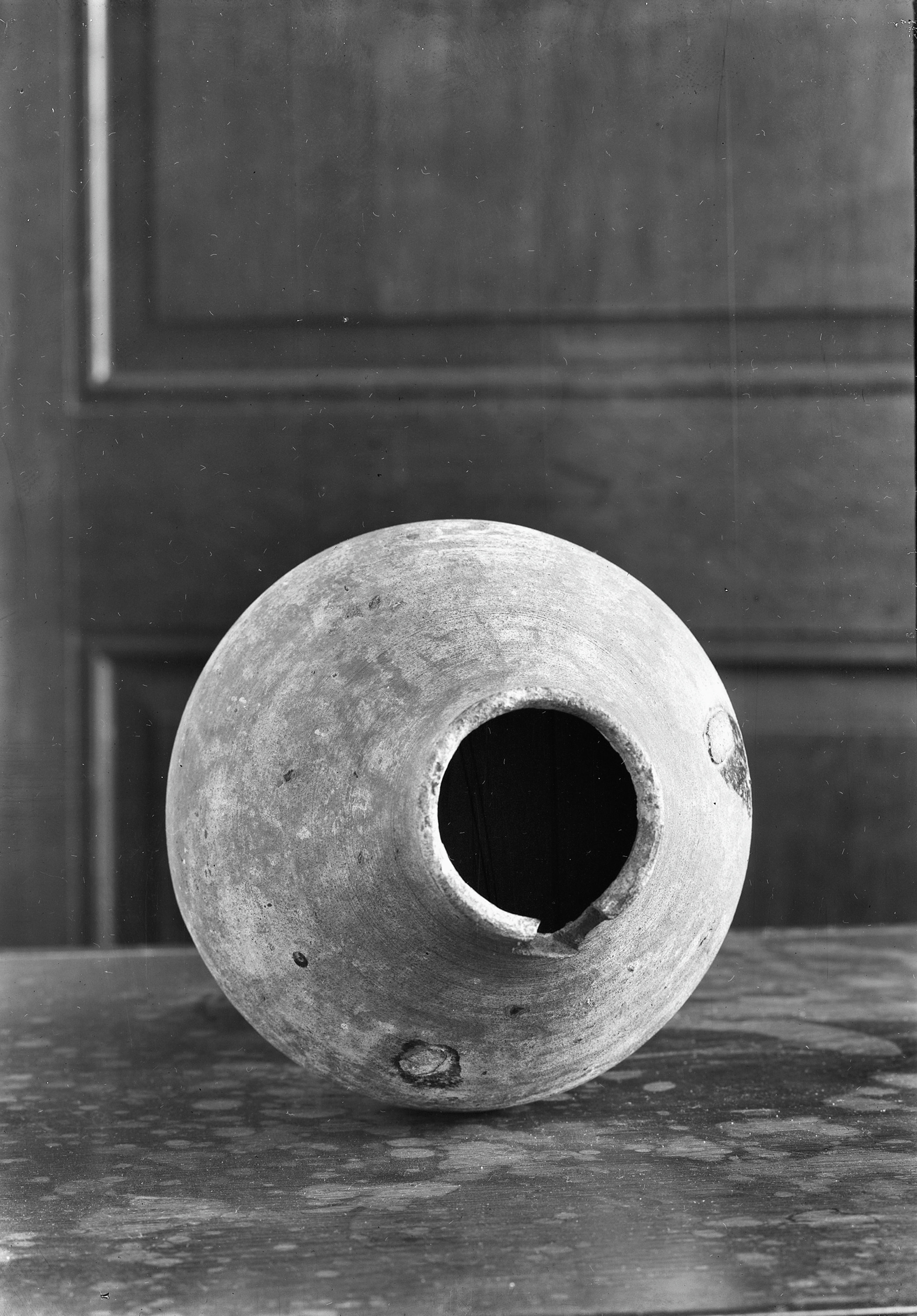
Klankpot (Bruinisse)
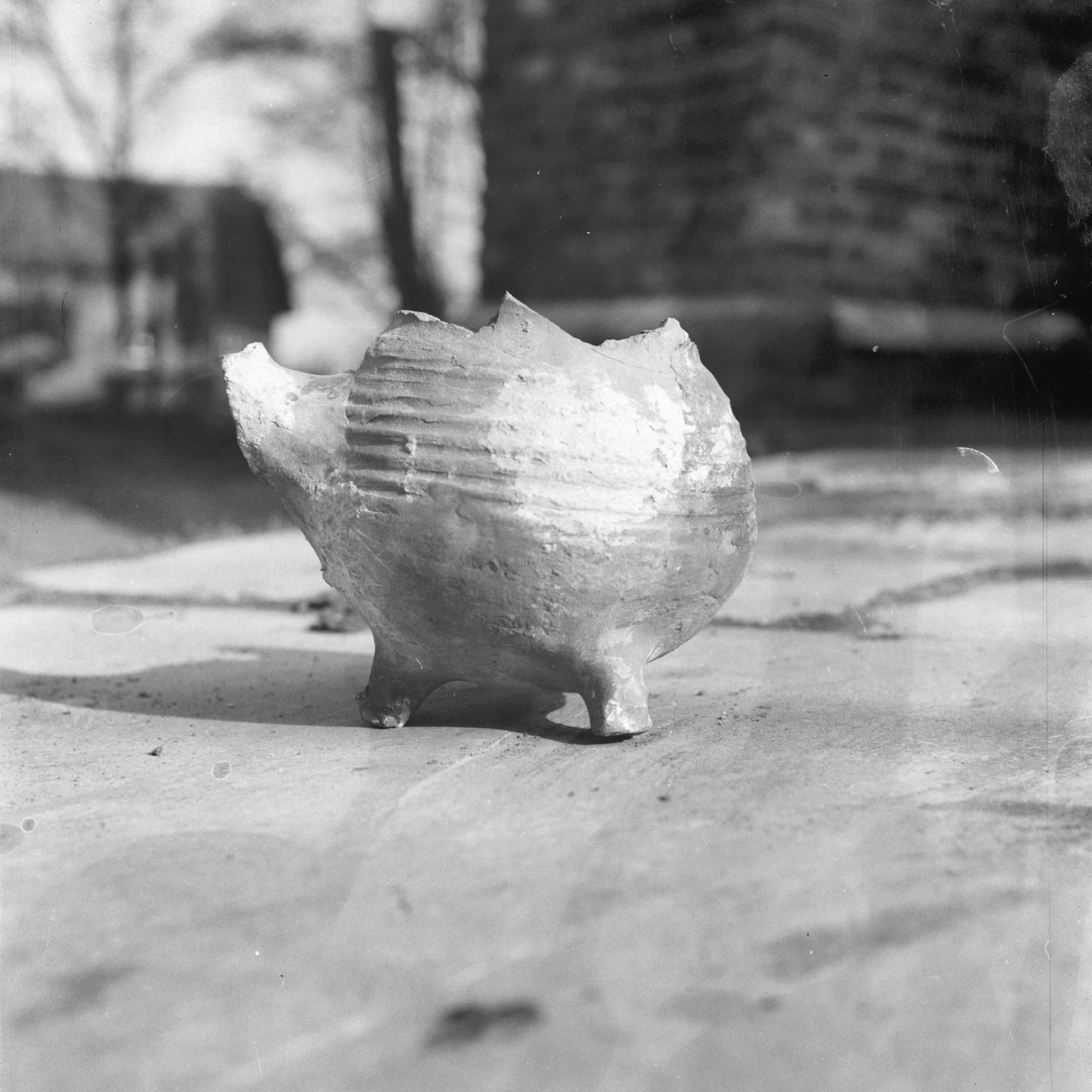
Klankpot (Oudelande)
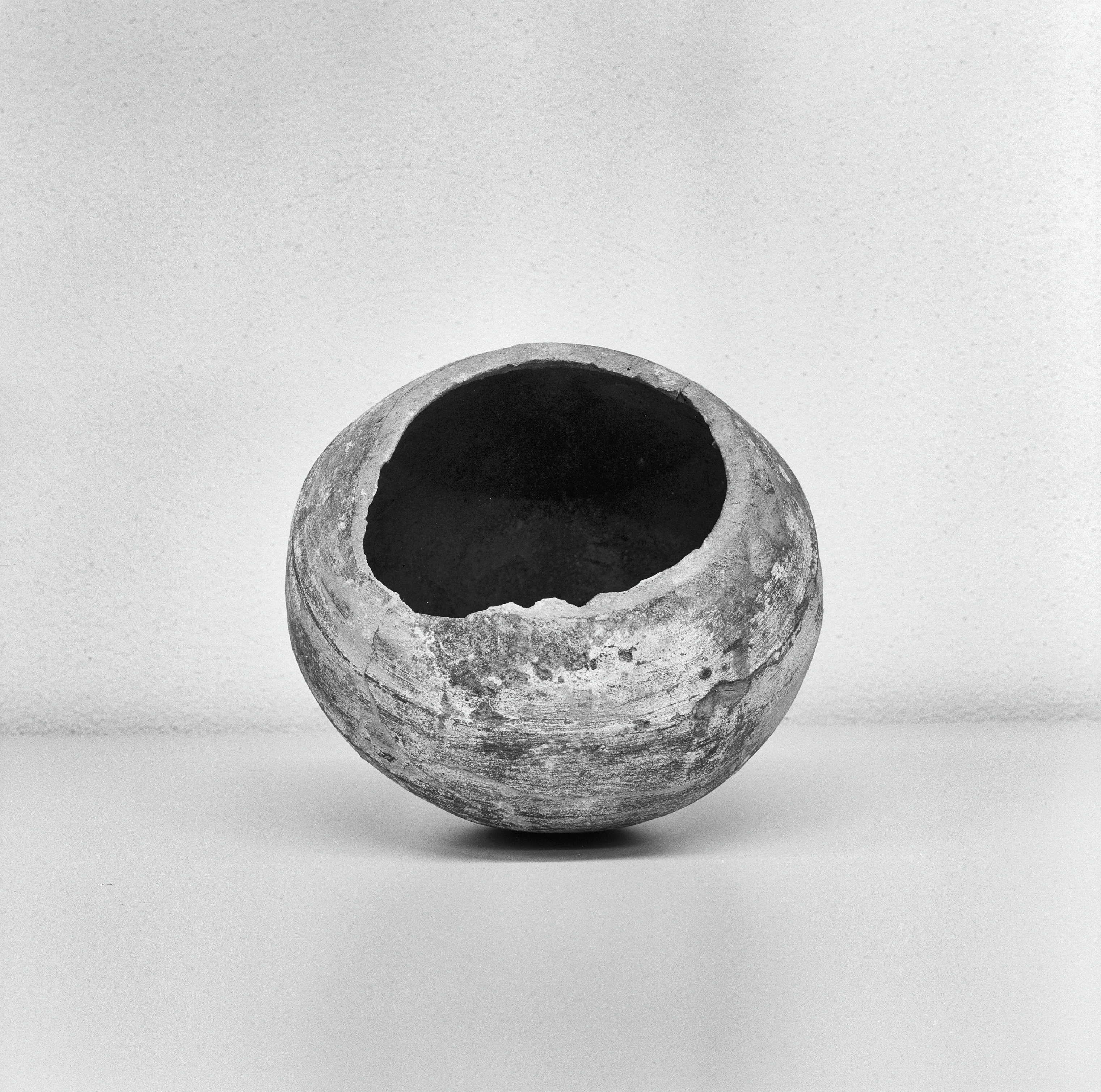
Klankpot (Zierikzee)
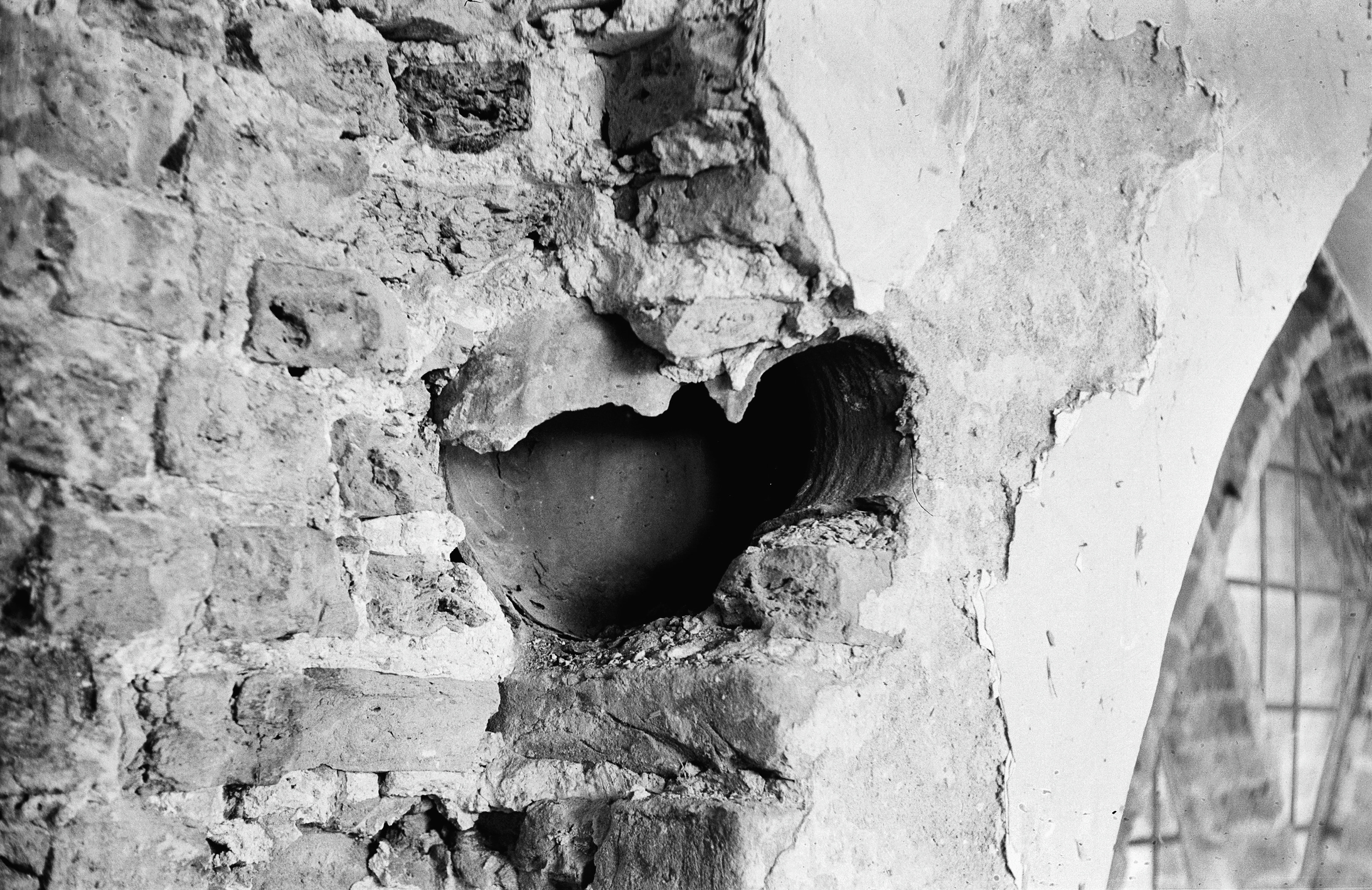
Klankpot (Oosterland)
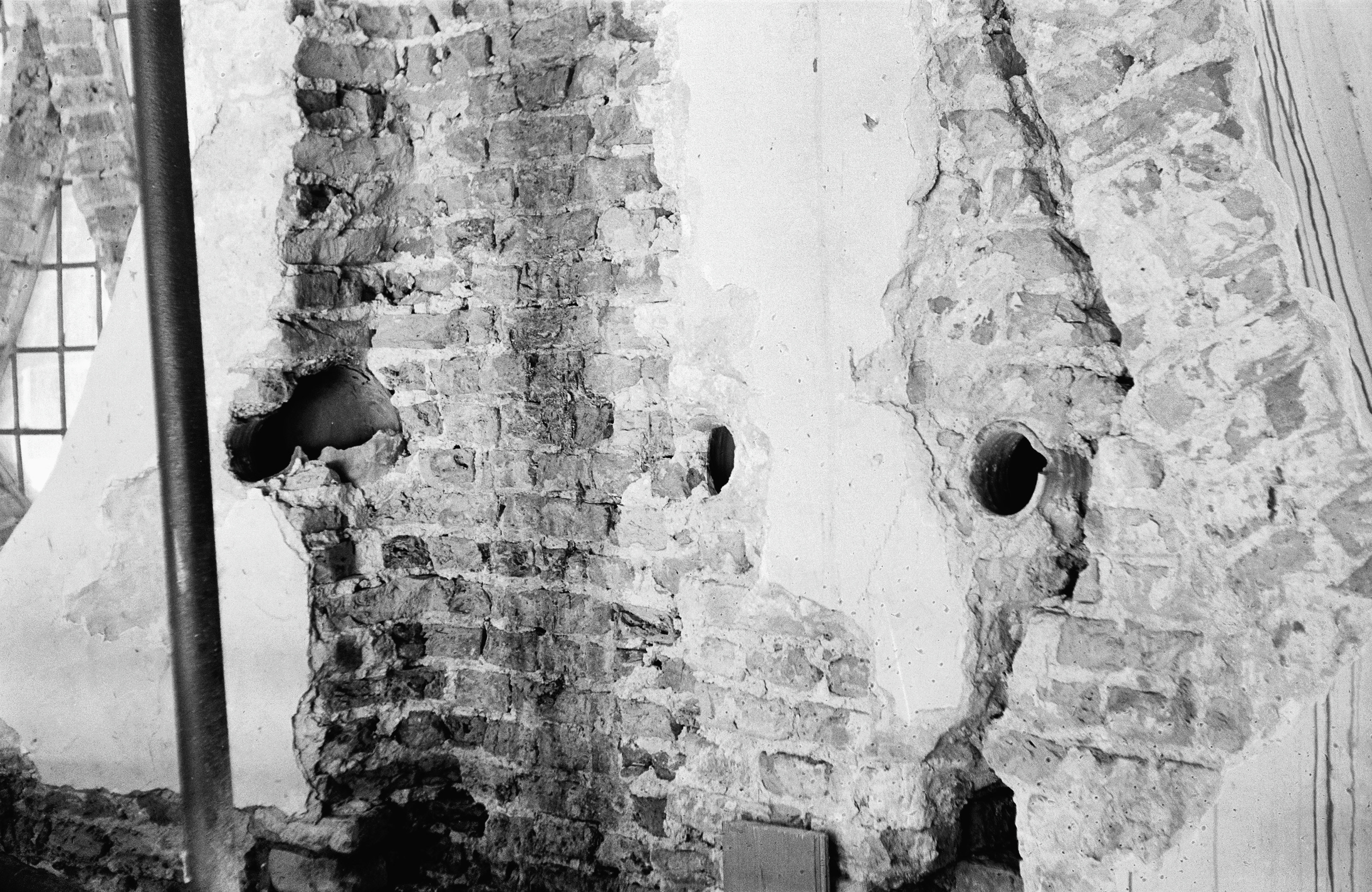
Klankpotten (Oosterland)